# 聖盧西亞縣 (聖胡安省)

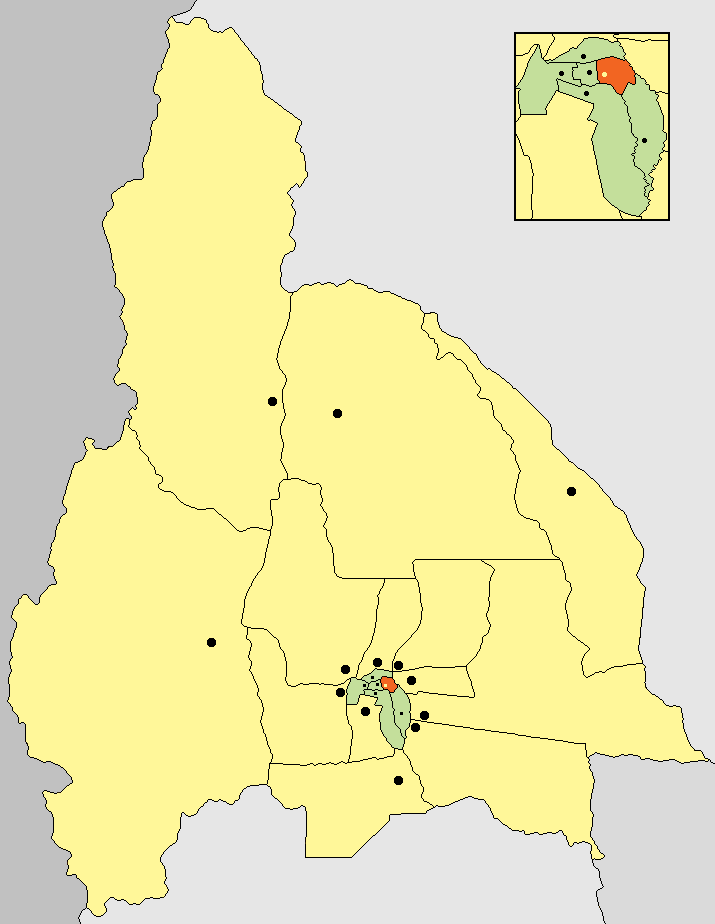

31°32′S 68°28′W / 31.533°S 68.467°W
聖盧西亞縣（西班牙語：Departamento Santa Lucía），是阿根廷的縣份，位於該國西部聖胡安省，首府設於聖盧西亞，始建於1869年12月19日，面積45平方公里，2010年人口50,968，人口密度每平方公里1,132.62人。